# Alisea (poisson)
Cet article concerne le genre de poissons. Pour le genre de champignons, voir Alisea (champignon).
Genre
Alisea est un genre éteint de poissons osseux de l’ordre des Clupeiformes. Il vivait lors du Miocène.

## Liste d'espèces
Selon Paleobiology Database (8 novembre 2020) :
- † Alisea grandis  Jordan & Gilbert, 1919